# Фудзівара но Коретада
Фудзівара но Коретада (*藤原 伊尹, 924—972) — регент (сешшьо) Японії у 970—972 роках. Відомий також як «Кентокуко» (поетичне прізвисько).

## Життєпис
Походив з аристократичного роду Фудзівара. Старший син Фудзівара но Моросуке, Правого міністра, та Фудзівара но Сейші. Народився у 924 році. Розпочав службу при імператорському дворі у 941 році, отримавши нижчий п'ятий ранг. 942 році поступив на службу до Відомства прислуги. 946 року призначається начальником Правої брами. У 949 році призначається кокусі провінції Міно.
У 951 році отримав від імператора Муракамі посаду збирача віршів у стилі вака. Того ж року стає кокусі провінції Кії. У 952 році Коретаді надано старший п'ятий ранг. 955 році отримує молодший четвертий ранг. У 956 році очолив Відомство спадкоємця трону. У 958 році призначено кокусі провінції Ійо.
У 960 році стає імператорським радником. 963 році на посаді кокусі очолив провінцію Біттю. У 965 році отримує старший четвертий ранг. 967 році отримує нижчий третій ранг. Того ж року призначається середнім державним радником. У 968 році отримав нижчий третій ранг. У 969 році призначено старшим державним радником.
970 року призначається Правим міністром. Після смерті у тому ж році Фудзівара но Санейорі очолив клан Фудзівара, отримавши посаду сешшьо. 971 році отримав посаду великого державного міністра.
972 року очолив церемонію повноліття імператора Ен'ю. Після цього збирався скласти повноваження сешшьо та отримати за традицією посаду кампаку. Проте раптово Фудзівара но Коретада того ж року помер. Посмертно йому надано перший ранг.

## Творчість
Складав вірши у стилі вака, які включено до «Збірки вака регента Першої Палати», «Ічіджо сешшьо гио-шю», «Хиакунін іс-шю».

## Родина
Дружина — принцеса Кейші Джоо, онука імператора Дайґо
Діти:
- Фудзівара но Кайші (945—975), дружина імператора Рейдзея
- Фудзівара но Йосітака (954—974), поет
- Фудзівара но Йошікане (957—1021)

2. Дружина — Мінамото но Ідоно, донька Мінамото но Санеакіра
Діти:
- Фудзівара но Міцуакіра (955—982)
- донька, дружина Мінамото но Сукенорі